# Mucho (álbum)
Mucho es el noveno álbum de estudio del grupo argentino Babasónicos. Este es el último disco en el que participó el bajista Gabriel Mannelli, quien falleció víctima a causa de enfermedad de Hodgkin, contra la cual luchaba hacía tiempo. A dos meses de su fallecimiento, la banda partió a Londres donde finalizaron con algunos detalles de un trabajo que habían iniciado meses atrás. La mezcla fue de Phil Brown, con quien habían trabajado en su disco anterior Anoche.

## Detalles del álbum
En una entrevista publicada en el sitio oficial de la banda, el cantante Adrián Dárgelos y el guitarrista Mariano Roger explicaron cómo fue la grabación y trabajar con Gabo enfermo. En la misma, el vocalista revela que los músicos podrían haber entrado a grabar el disco en marzo del 2007 pero decidieron esperar: "Suponíamos que en este lapso Gabo se iba a curar, pero eso no sucedió"; "al principio no teníamos ningún bajista porque Gabo estaba internado y a Carca lo estaban operando"; "ensayamos un mes sin bajista y se recuperaron los dos a la vez, más o menos a mediados de octubre (2007); "ahí empezamos a trabajar con ellos dos"; "lo increíble es que vino al estudio todos los días de diciembre, grabó todo el disco, y estaba bien. Y después pasó lo que pasó. Hasta un día antes de su muerte estaba trabajando", cuenta Roger. 
El lanzamiento de este disco se realizó inicialmente a través de descargas por medio de teléfonos celulares Motorola con la funcionalidad "MotoID", el lanzamiento en soporte físico (CD) fue posterior. Un hecho inédito hasta ese entonces para bandas de las escena local.
El 22 de julio de 2009 se llevó a cabo la entrega de los Premios Gardel a la música. El álbum Mucho fue nominado como "Mejor Álbum grupo de Rock", "Mejor diseño de Portada", "Ingeniería de Grabación", "Producción del Año" y "Álbum del Año". La canción «Pijamas» fue nominado como "Canción del Año" y "Mejor videoclip". Babasónicos ganó solamente el premio "Mejor Álbum Grupo de Rock". "Microdancing" fue parte de la banda sonora del videojuego Pro Evolution Soccer 2011, lanzado en el 2010.

## Lista de canciones
Todas las letras escritas por Adrián Dárgelos.
| N.º | Título                | Música                             | Duración |  |
| 1.  | «Yo anuncio»          | Adrián Dárgelos · Diego Rodríguez  | 3:10     |  |
| 2.  | «Pijamas»             | Adrián Dárgelos · Mariano Roger    | 3:29     |  |
| 3.  | «Escamas»             | Adrián Dárgelos · Gabriel Manelli  | 2:51     |  |
| 4.  | «Cuello rojo»         | Adrián Dárgelos · Diego Castellano | 2:29     |  |
| 5.  | «Cómo eran las cosas» | Adrián Dárgelos · Gabriel Manelli  | 4:00     |  |
| 6.  | «Microdancing»        | Dárgelos · Rodríguez · Tuñón       | 3:22     |  |
| 7.  | «Las demás»           | Adrián Dárgelos · Mariano Roger    | 2:40     |  |
| 8.  | «Estoy rabioso»       | Adrián Dárgelos · Mariano Roger    | 2:59     |  |
| 9.  | «Nosotros»            | Adrián Dárgelos · Mariano Roger    | 3:54     |  |
| 10. | «El ídolo»            | Adrián Dárgelos · Diego Tuñón      | 2:33     |  |

## Lista de temas de la edición en celular
| N.º | Título                   | Duración |  |
| 1.  | «Yo anuncio»             | 3:10     |  |
| 2.  | «Pijamas»                | 3:29     |  |
| 3.  | «Escamas»                | 2:51     |  |
| 4.  | «Cuello rojo»            | 2:29     |  |
| 5.  | «Las demás»              | 2:42     |  |
| 6.  | «Microdancing»           | 3:22     |  |
| 7.  | «Todo dicho (Las demás)» | 2:40     |  |
| 8.  | «Estoy rabioso»          | 2:59     |  |
| 9.  | «Nosotros»               | 3:54     |  |
| 10. | «El ídolo»               | 2:33     |  |

## Cortes de difusión
- «Pijamas» (2008)
- «Microdancing» (2008)
- «Las demás» (2009)
- «El ídolo» (2009)

## Personal técnico
- Producido por Babasónicos
- Mezclado por Phill Brown
- Ingeniero de grabación y mezcla: Gustavo Iglesias
- Músico invitado: Carca
- Masterizado por Dennis Blackham en Skye Mastering
- Producción Ejecutiva: Eduardo Rocca
- Ilustración de Tapa: Si Scott[2]